# Ironeus duplex
Ironeus duplex är en skalbaggsart som beskrevs av Bates 1872. Ironeus duplex ingår i släktet Ironeus och familjen långhorningar.
Artens utbredningsområde är:
- Costa Rica.
- Honduras.
- Nicaragua.

Inga underarter finns listade i Catalogue of Life.